# FreeBSD
FreeBSD je inačica operacijskog sustava Unix otvorenog koda čije podrijetlo seže iz AT&T UNIX-a kroz prvotnu distribuciju Berkeley Software Distribution (BSD)  i 4.4BSD. Podržava računala s Intel x86, DEC Alpha, SPARC/UltraSPARC, Intel Itanium (IA64), AMD64 i PowerPC procesorima. Također podržava arhitekturu PC-98. U tijeku je razvitak podrške za arhitekture ARM i MIPS.
FreeBSD se razvija kao cjelovit operacijski sustav. Jezgra (eng. kernel), svi najvažniji userland programi (npr. shell) i programi pogonitelji (driveri) sadržani su u istom stablu izvornog koda (CVS). To je u kontrastu naprema Linuxu, sličnom i poznatijem otvorenom klonu Unixa, gdje jedna skupina razvijatelja razvija samo kernel, druga (npr. GNU) userland programe, te se na kraju sve zajedno povezuje u distribucije Linuxa.
FreeBSD se općenito smatra prilično pouzdanim i robustnim. FreeBSD je najčešći operacijski sustav otvorenog koda na Netcraftovom popisu 50 web poslužitelja s najdužim vremenom neprekinutog rada (eng. uptime). To je također znak da nikakve zakrpe jezgre nisu bile potrebne, jer takva zakrpa zahtjeva ponovno pokretanje računala i time vraćanje brojača na ništicu.

## Vanjske poveznice
- Službena stranica FreeBSD projekta
- http://www.freebsdsoftware.org/